# Ejnar Kampp
Ejnar Kampp (født 14. september 1928, død 12. januar 2007) var en dansk pianist, harmonikaspiller, korleder og musikpædagog. I 1951 dannede han et folkemusikensemble, fra 1959 kendt som Tingluti, som lige siden jævnligt har optrådt med folkemusik, -dans og -sang ved en lang række arrangementer både i Danmark og udlandet, samt gennem aftenskole- og forlagsvirksomhed har arbejdet for at formidle musik, dans og sang blandt amatører, både børn og voksne.
Kampp var i mange år ansat som docent på Det Kongelige Danske Musikkonservatorium, hvor han var ophavsmand til uddannelsen almen musikpædagog. Han var i mange år tilknyttet Musikhøjskolen som lærer og korleder, og han udgav en række sang- og musikbøger, foruden indspilninger med Tingluti Ensemble og Studiekoret Alterna.

## Liv
Ejnar Kampp tilbragte sin barndom på missionsstationen Tilabani i det nordøstlige Indien, som blev drevet af hans forældre, missionærparret Hans Peter Kampp (1888-1963) og Signe Konstantin-Hansen (1893-1982), barnebarn af maleren Constantin Hansen.
Om sin tid som musikstuderende omkring 1950 har Kampp fortalt, at han ”var forfalden til harmonikaspil – som på det tidspunkt var lidt uartigt både på universitetet og på konservatoriet, samt tilsvarende interesseret i folkemusik, som heller ikke var højt i kurs”. Foruden studierne var han i årene omkring 1948-50 beskæftiget med folkemusikalsk arbejde med amatører, i AOF-studiekredse, arbejderkor, og med klaver- og sangundervisning, samt leder af DKU's sangkor.
Han blev udvalgt til at lede den danske gruppe, som i sommeren 1951 deltog i World Federation of Democratic Youth’s verdensungdomsfestival i Berlin, hvilket blev begyndelsen til det senere Tingluti Ensemble, som han var tilknyttet resten af sit liv.
Kampp var gennem mere end 30 år tilknyttet Det Kongelige Danske Musikkonservatorium som docent og en kort årrække som prorektor, og her var han med til at udvikle og undervise i den almenmusikpædagogiske uddannelse.
I slutningen af 1960-erne var Kampp ansat som musikredaktør på Wilhelm Hansen Musikforlag, men valgte i 1972, bl.a. sammen med sin Tingluti-kollega Fin Alfred Larsen, at stifte Tingluti Forlag, som i årene herefter udgav en lang række bøger med folkemusik, -dans og -sang, bla de populære Rend og Hop og Spil Bare Løs-hæfter, foruden grammofon- og CD-indspilninger.
En lang årrække var han tilknyttet Musikhøjskolen i København, dels som administrativ og pædagogisk leder og dels som lærer og dirigent for Musikhøjskolens kor.
Kampp var i mange år fra 1950-erne og frem ansat som programmedarbejder i Danmarks Radio, i begyndelsen som assistent ved sanghistorikeren Karl Clausens mange udsendelser med folkesang og kormusik. Kampp startede programserien Folk og Musik om klassisk amatørmusik, en serie som løb frem til 2007.
Kampp stod bag en del indspilninger, blandt andet med studiekoret Alterna, som han dirigerede i 25 år. Efter sin pensionering blev han æresmedlem af Samrådet for Musikundervisning.
Med sin anden hustru Ally Strauss (1927-72) fik Ejnar Kampp børnene Marianne Kongeskov Kampp og Bente Birgitte Kampp.

## Priser
Ejnar Kampp og Tingluti blev belønnet med Albert Schweitzer-prisen for deres indsats i det internationale kultursamarbejde. Derudover blev han tildelt LO's Kulturpris, Dansk Tonekunstner Selskabs Ærespris, Ludwig Schyttes Mindelegat og adskillige hædersbevisninger.

## Bøger
- Ejnar Kampp (1966): syng, spil og dans med Tingluti - 24 danske folkesange og -danse. Wilhelm Hansen, 20 sider, med tilhørende LP-plade Philips Polyphon nr. QY 825-702
- Ejnar Kampp (1970): Ungdommens korbog. Musikhøjskolens Forlag, 2. udgave, 65 sider (40 satser for blandet kor)
- Ejnar Kampp og Poul Berggreen (1963): Børnenes korbog. Musikhøjskolens Forlag, 67 sider (37 satser for 2-4 lige stemmer)
- Ejnar Kampp (1970): Diguedondaine - recueil de chansons en langue française. Tingluti Forlag, 174 sider, 2. udgave 2001 (103 franske sange med melodi og becifringer, med gloser oversat til engelsk, tysk, dansk, norsk, svensk og finsk)
- Ejnar Kampp, Fin Alfred Larsen og Ebbe Nielsen (1971-76): Rend og hop med sang og spil, bind 1-10, Tingluti Forlag (100 folkemelodier og danse fra mange lande)
- Karl Clausen (1958): Dansk folkesang gennem 150 år, Statsradiofoniens Grundbøger, Fremad, 338 sider; uændret genoptryk 1975 med efterskrift s. 339-347 ved Knud Arnfred og Ejnar Kampp, Tingluti Forlag
- Ejnar Kampp og Preben Fahnøe (1992): Becifring og akkordspil - toneteori som grundlag for becifringspraksis, 49 sider, Wilhelm Hansen
- Ejnar Kampp og Preben Fahnøe (1994): Becifring og akkordspil - becifringspraksis, 91 sider, Wilhelm Hansen
- Niels Ishøj Christensen, Ejnar Kampp, Fin Alfred Larsen, Birte Stentoft (Suhr), Peter Bagger Nielsen, Roland Henriksen og Sten Carlsen (2001): Tingluti tangluti i 50 år - Folklore, ungdomskultur, på tværs af alle grænser. Tingluti Forlag, 116 sider
- Ejnar Kampp og John Høybye (2003): Ost i nat, 67 sider, Wilhelm Hansen

## Eftermæle
Ved Ejnar Kampps død i 2007 indstiftede Tingluti Publikationsfond Tingluti-prisen, som er uddelt hvert år siden 2011, til personer eller grupper, som inspirerer, igangsætter og formidler folkemusikalske udfoldelser i Danmark.